# Marijino brezmadežno spočetje (Velázquez)
Marijino brezmadežno spočetje, ki ga je Diego Velázquez naslikal okoli leta 1618 in se hrani v Narodni galeriji v Londonu, bi lahko bila skupaj s partnerjem, svetim Janezom Evangelistom na Patmosu iz istega muzeja, prvo ohranjeno delo Seviljčana, naslikano, ko je bil star nekaj več kot 18 let.

## Zgodovina
Leta 1800 je Juan Agustín Ceán Bermúdez navedel delo, skupaj s partnerjem, svetim Janezom Evangelistom enakih dimenzij, v kapitlju samostana Carmen Calzado v Sevilji. Obe sta bili prodani leta 1809 s posredovanjem kanonika Lópeza Cepera, veleposlaniku Velike Britanije Bartholomewu Freru. Muzej ju je pridobil leta 1974. Kritiki iz Ceána so soglasni glede prepoznavanja njegovega avtograma.
Videti je, da je kromatika utrpela splošno potemnitev zaradi voska, nanesenega na staro oblogo. Vsekakor pa ni verjetno, da bi v svojem prvotnem stanju dosegla jasnost Brezmadežnega spočetja svojega mojstra Francisca Pacheca, če se šteje, da se je morala uskladiti s svetim Janezom na Patmosu, katerega sistem močne osvetlitve v ospredje in usmerjeno z levega deleža.

## Ikonografija
Vprašanje brezmadežnosti je bilo predmet živahne razprave v Sevilji, s široko udeležbo ljudstva, ki je bila na splošno namenjena obrambi dogmatične definicije. Polemika je izbruhnila leta 1613, ko je dominikanski pater Domingo de Molina, predstojnik samostana Regina Angelorum, zanikal brezmadežno spočetje s prižnice in izjavil, da je bila Marija »spočeta kot ti in kot jaz in kot Martin Luther«. Med gorečimi zagovorniki Brezmadežnega spočetja je bil Francisco Pacheco, ki je bil v sorodu z jezuitoma Luisom del Alcázarjem in Juanom de Pinedo, ki sta sodelovala pri njeni obrambi. V žaru polemike so slikarji prejeli številna naročila, zato je bila slika Brezmadežne ena najbolj ponavljajočih tem.
Čeprav je Francisco Pacheco v Umetnosti slikanja svetoval naslikati Brezmadežno spočetje z belo tuniko in modrim plaščem, tako kot se je prikazala Portugalki Beatriz de Silva, je Velázquez uporabil rdeče-vijolično tuniko na enak način kot sam Pacheco v svojem različnem pristopu k temi (Brezmadežno spočetje z Miguelom Cidom, Seviljska stolnica; Brezmadežno spočetje s Trojico, Sevilja, cerkev San Lorenzo itd.). To je bil tudi najbolj razširjen način v Sevilji v prvih desetletjih 17. stoletja, kar je razvidno tudi iz Inmaculade Juana de Roelasa v Narodnem muzeju kiparstva v Valladolidu.
Velázquez sledi kompozicijskim shemam, ki jih je uporabil Pacheco, tudi v kontrapostni silhueti Device, prosojni luni ob njenih nogah in vključevanju simbolov Lavrentijevih litanij v pokrajino (ladja, stolp, vodnjak, cedra), tudi za ceno pomanjkanja verodostojnosti v večji meri, kot je bila navada njegovega učitelja in tasta, ki je rad integriral Torre del Oro ali Giraldo v svojo lastno. Velázquez je spoštoval druge predloge, ki jih je Pacheco podal v dodatkih k svoji razpravi, ki je nastajal od leta 1634 dalje, vendar nedvomno odražajo njegovo umetniško prakso in znanje, pridobljeno v daljšem obdobju:
Zatorej je treba v tej zelo čedni skrivnosti naslikati to damo v cvetu njenih let, od dvanajst do trinajst let, zelo lepe in resne oči, zelo popoln nos in usta in rožnata lica, najlepše lase viseče, zlate barve; skratka, čim več s človeškim čopičem. (...) Oblečeno v sonce, jajčasto sonce oker in belo, ki obdaja celotno podobo, sladko združeno z nebom; okronan z zvezdami; dvanajst zvezd, razdeljenih v jasen krog med sijajem, ki služijo kot točka za sveto čelo; (...) pod nogami luna, ki je, čeprav je trden globus, jemljem dovoljenje, da je jasna, prozorna nad nogami; Zgoraj je polmesec s točkami spodaj jasnejši in bolj viden.
Pacheco je nato razložil to izbiro točk, obrnjenih navzdol, proti običaju, v skladu z navodili očeta Luisa del Alcázarja, zaradi astronomske verodostojnosti glede na položaj sonca, ker je bolj primeren za osvetljevanje ženske. Tam je in ker je luna trdno telo, je treba figuro sedeti na zunanji strani. Velázquezova luna pa je več kot lunin polmesec, kristalna trdnina, skozi katero se opazuje pokrajina. Velázquez se odreče kači, figuri hudiča, za katero Pacheco pravi, da jo vedno slika s strahom, pripravljen, da jo izpusti iz zadeve. Toda s svojim učiteljem in na radikalen način prekine z modelom, izbranim za prikaz Device, ki ga vzame iz življenja, ne da bi prenehal biti na svoj način lepa in skromna deklica.
Pojav portreta, ki se zelo razlikuje od Pachecovih idealiziranih obrazov, je povzročil različna ugibanja o identiteti gledalke, ki so pogosto iskala model v družinskem okolju,8 čeprav lik Marije izhaja iz modela Brezmadežnega spočetja. El Pedroso, delo Juana Martíneza Montañésa.

### Literatrua
- Catálogo de la exposición (2007). Fábulas de Velázquez. Madrid: Museo del Prado. ISBN 84-8480-129-0.
- Catálogo de la exposición (1999). Velázquez y Sevilla. Sevilla: Junta de Andalucía. Consejería de Cultura. ISBN 84-8266-098-5.
- Marías, Fernando (1999). Velázquez. Pintor y criado del rey. Madrid: Nerea. ISBN 84-89569-33-9.
- López-Rey, José (1996). Velázquez. Catalogue raisonné, vol. II. Colonia: Taschen Wildenstein Institute. ISBN 3-8228-8731-5.
- Pacheco, Francisco, ed. de Bonaventura Bassegoda (1990). El arte de la pintura. Madrid: Cátedra. ISBN 84-376-0871-6.